# Антропофобія
Антропофобія або Антрофобія (буквально «страх перед людьми», від грецького: ἄνθρωπος, Антропос, «людина» і φόβος, Phobos, «страх»), так звана фобія міжособистісних стосунків або соціальна фобія, є патологічним страхом людей або людських компаній. Явище поширене серед найбільш перенаселених китайських і японських суспільств.
Антропофобія є крайньою, патологічної формою сором'язливості і боязкості. Будучи формою соціальної фобії, вона може проявлятися як страх зашарітися або зустрітися поглядом, страх ніяковіння, незручності і тривоги при появі на людях. Специфічно японська культурна форма цієї фобії називається taijin kyofusho.
Антропофобія найкраще може бути визначена як страх перед людьми в ситуація великого скупчення людей, але можуть бути різні ускладнення аж до некомфортності від товариства навіть однієї людини. Умови варіюються в залежності від людини. М'яка форма хвороби досить легко піддається лікуванню, в той час як в більш серйозних випадках антрофобія може призвести до повної соціальної ізоляції і виняткового використання письмової та електронної форми комунікації.

Як і більшість фобій, причиною антрофобії є здебільшого травматичний досвід. Оскільки соціальні фобії є більш складними, ніж боязнь павуків або інших організмів, вважається, що ця специфічна фобія людей може бути пов'язано з генетикою і спадковістю.